# Morne Morel
Pour les articles homonymes, voir Morel.
Le morne Morel est une des principales hauteurs de l'île de Terre-de-Haut, dans l'archipel des Saintes, une dépendance administrative du département de la Guadeloupe, aux Antilles françaises. Situé dans le nord de l'île, entre la baie du Marigot et la baie de Pompierre, ce morne culmine à 136 m d'altitude. Il porte à son sommet une ancienne position défensive connue localement sous le nom de batterie Caroline,.

## Drame historique
C'est en 1822 que naît la tragédie du chevalier de Fréminville : Christophe-Paulin de la Poix, marin-naturaliste en campagne aux Saintes à bord du vaisseau la Néréïde partage un amour passionné avec Caroline, une Saintoise, plus connue sous le nom de « Princesse Caroline » en référence à sa beauté. Cette dernière se suicide en se jetant du haut du morne Morel, pensant son amoureux mort à Saint-Christophe car il n'est pas revenu de campagne. Elle condamne ainsi le chevalier à la folie. Pris de chagrin, ce dernier retourne à Brest, emportant les habits de sa bien-aimée avec lesquels il se travestit jusqu'à la fin de ses jours. Les gravures et récits de ce drame sont conservés au musée du fort Napoléon.